# 吕肖-丹嫩贝格县
呂肖-丹嫩貝格縣（德語：Landkreis Lüchow-Dannenberg）是德國下薩克森州最東部的一个县，德国人口最少的县，首府呂肖。

## 地理
吕肖-丹嫩贝格县西面与于尔岑县，北面与吕讷堡县和梅克伦堡-前波美拉尼亚州的路德维希斯卢斯特县，东面与勃兰登堡州的普里格尼茨县和萨克森-安哈尔特州的施滕达尔县，南面与萨克森-安哈特州的萨尔茨韦德尔-阿尔特马克县相邻。